# Bezirk Wilmersdorf
Der Bezirk Wilmersdorf war von 1920 bis 2000 ein Verwaltungsbezirk von Berlin. Er bestand aus den drei Ortsteilen Grunewald, Schmargendorf und Wilmersdorf, wobei zum Ortsteil Wilmersdorf auch der heutige Ortsteil Halensee gehörte. Das Gebiet des Bezirks gehört seit dem 1. Januar 2001 zum Bezirk Charlottenburg-Wilmersdorf.

## Lage
Der Bezirk Wilmersdorf grenzte im Norden an den Bezirk Charlottenburg, im Osten an den Bezirk Schöneberg, im Südosten an den Bezirk Steglitz, im Süden an den Bezirk Zehlendorf und im Westen an den Bezirk Spandau. Heute bildet das Gebiet des ehemaligen Bezirks den südlichen Teil des Bezirks Charlottenburg-Wilmersdorf.

## Geschichte
Zum Ende des 19. Jahrhunderts hatte sich die Landgemeinde Deutsch-Wilmersdorf zu einer dicht besiedelten Großstadt entwickelt. Am 1. April 1906 erhielt die Gemeinde Stadtrecht und zum 1. April 1907 schied Deutsch-Wilmersdorf aus dem Landkreis Teltow aus und wurde ein selbstständiger Stadtkreis. Nach der Gründung des Zweckverbandes Groß-Berlin im Jahr 1912 lautete der amtliche Name der Stadt Berlin-Wilmersdorf. Mit der Bildung von Groß-Berlin am 1. Oktober 1920 wurde aus der Stadt Wilmersdorf, den Landgemeinden Grunewald und Schmargendorf sowie aus dem Gutsbezirk Forst Grunewald der 9. Berliner Verwaltungsbezirk gebildet. Nach seinem bevölkerungsreichsten Ortsteil erhielt er den Namen Wilmersdorf.
Im Jahr 1922 fiel in der Koenigsallee in Grunewald der damalige Reichsaußenminister Walther Rathenau einem von Rechtsradikalen verübten Attentat zum Opfer. Der Bezirk hatte in der Zeit der Weimarer Republik einen hohen jüdischen Bevölkerungsanteil, 1933 betrug er 13,5 %. Zwischen 1927 und 1931 entstand am südlichen Rand des Rheingauviertels die Künstlerkolonie Berlin.
Der Lunapark, ein seit 1904 am Halensee bestehender Vergnügungspark wurde 1933 geschlossen und 1935 für den Bau der Halenseestraße abgerissen, die 1936 eine Verbindung zum Messegelände am Funkturm herstellte.

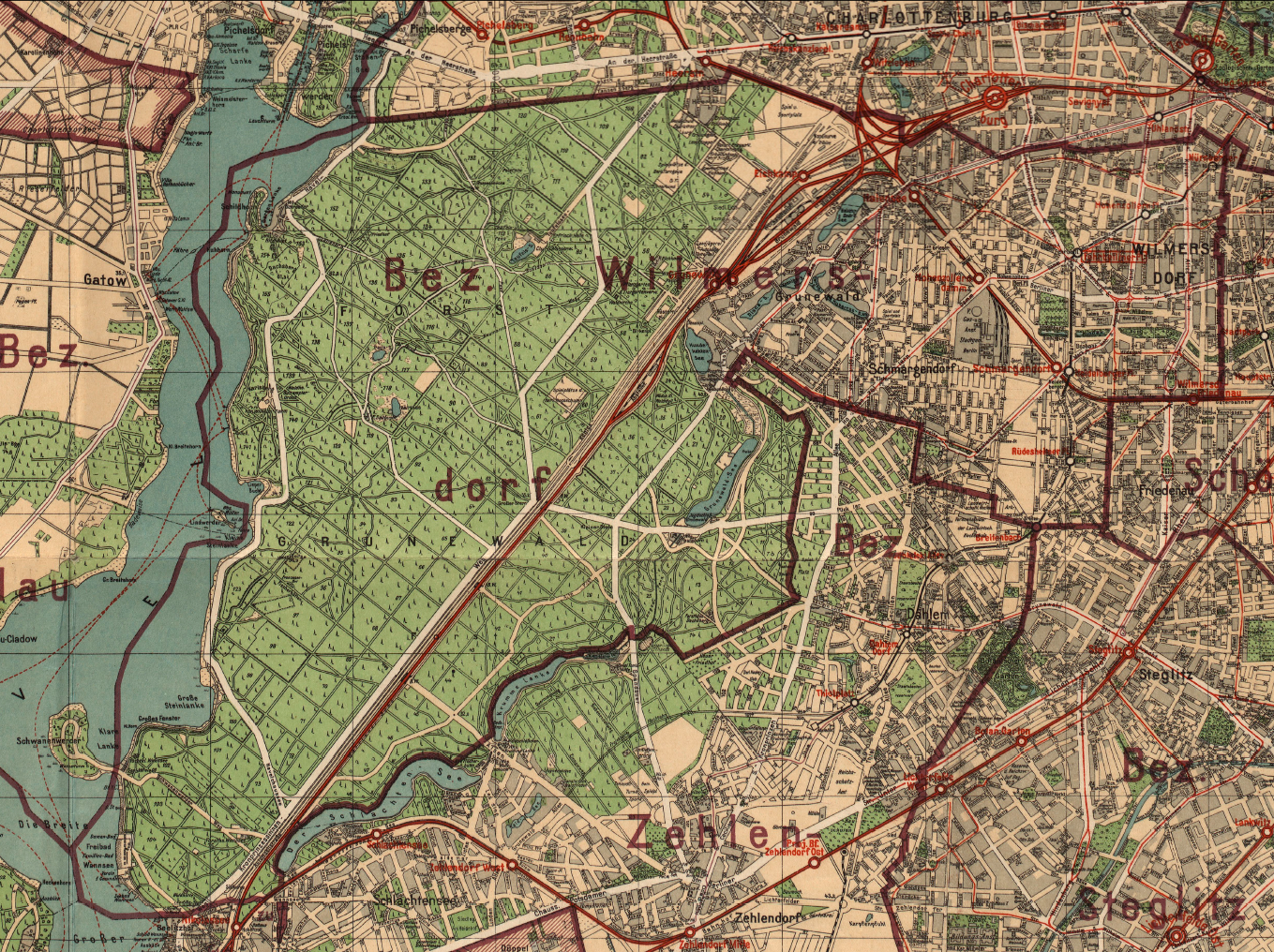
Bezirk Wilmersdorf in den Grenzen von 1920

Durch die Berliner Gebietsreform mit Wirkung zum 1. April 1938 gab Wilmersdorf große Teile des Forsts Grunewald südlich des Hüttenwegs an den Bezirk Zehlendorf ab, während das Gebiet nördlich der Pücklerstraße an Wilmersdorf, (Ortsteil Schmargendorf) ging. Das Jagdschloss Grunewald und das Strandbad Wannsee gehörten nun zu Dahlem, bzw. Nikolassee. Die Siedlung Eichkamp und der Südteil des Messegeländes kamen zum Bezirk Charlottenburg. Die Bevölkerung des Bezirks nahm hierdurch um 3659 Einwohner zu, während die Bezirksfläche um 1645 Hektar abnahm.
Im Zweiten Weltkrieg wurde Wilmersdorf durch Luftangriffe schwer getroffen. 44 % aller Wohnungen wurden zerstört. In den letzten Apriltagen des Jahres 1945 wurde der Bezirk von der Roten Armee eingenommen und ab Juli 1945 gehörte der Bezirk zum Britischen Sektor von Berlin. Ab 1946 wurde im Westen des Bezirks mit dem Teufelsberg Berlins größter Trümmerberg aufgeschüttet. Die amerikanischen Streitkräfte richteten auf dem Teufelsberg eine große Abhörstation ein. Aus Trümmerschutt wurde zwischen 1948 und 1951 auch das Stadion Wilmersdorf erbaut.
Zwischen den Anschlussstellen Kurfürstendamm und Hohenzollerndamm wurde 1958 das erste Teilstück der Berliner Stadtautobahn eröffnet. In den 1960er Jahren wurde die Stadtautobahn sowohl in Richtung Charlottenburg als auch in Richtung Schöneberg erweitert. Ein Abzweig der Stadtautobahn, die Bundesautobahn 104, wurde in den 1970er Jahren in Richtung Steglitz geführt und in Höhe Wiesbadener Straße mit dem großen Wohnkomplex Schlangenbader Straße überbaut. 1971 wurde die aus Richtung Schöneberg kommende U-Bahn-Linie U7 bis zum Fehrbelliner Platz verlängert. 1978 wurde die U7 in Richtung Charlottenburg weitergeführt.
Der Bezirk Wilmersdorf ließ 1991 am Bahnhof Grunewald das Mahnmal Gleis 17 errichten, das an die Deportation deutscher Juden erinnert, die von hier ab 1941 mit Zügen der Reichsbahn in östlich gelegene Konzentrations- und Vernichtungslager durchgeführt wurde.
Zum 1. Januar 2001 wurde der Bezirk Wilmersdorf mit dem Bezirk Charlottenburg zum neuen Bezirk Charlottenburg-Wilmersdorf zusammengeschlossen.

## Einwohnerentwicklung

Flagge des Bezirks Wilmersdorf (1955–2000)
Wappen des Bezirks Wilmersdorf (1920–2000)

| Jahr | Einwohner |
| ---- | --------- |
| 1925 | 174.884   |
| 1933 | 196.573   |
| 1939 | 206.779   |
| 1946 | 126.615   |
| 1950 | 142.670   |
| 1955 | 151.041   |
| 1961 | 161.964   |
| 1965 | 166.340   |

| Jahr | Einwohner  |
| ---- | ---------- |
| 1970 | 154.397    |
| 1975 | 0136.117 1 |
| 1980 | 0131.719 1 |
| 1985 | 0130.722 1 |
| 1987 | 139.880    |
| 1990 | 147.019    |
| 2000 | 140.090    |

### Wahlergebnisse

#### Weimarer Republik (1920–1933)
Reichspräsidentenwahlen
| Reichspräsidentenwahl 1925 | Reichspräsidentenwahl 1925  | Reichspräsidentenwahl 1925   |
| Kandidat                   | 1. Wahlgang (29. März 1925) | 2. Wahlgang (26. April 1925) |
| -------------------------- | --------------------------- | ---------------------------- |
| Wilhelm Marx               | 4.862 0(4,8 %)              | 50.084 (45,5 %)              |
| Paul von Hindenburg        | –                           | 57.059 (51,8 %)              |
| Karl Jarres                | 51.191 (51,1 %)             | –                            |
| Otto Braun                 | 19.866 (19,8 %)             | –                            |
| Ernst Thälmann             | 3.705 0(3,7 %)              | 2.993 0(2,7 %)               |
| Willy Hellpach             | 20.089 (20,0 %)             | –                            |
| Erich Ludendorff           | 390 0(0,4 %)                | –                            |
| Heinrich Held              | 117 0(0,1 %)                | –                            |
| Sonstige                   | 46 0(0,0 %)                 | 21 0(0,0 %)                  |

| Reichspräsidentenwahl 1932 | Reichspräsidentenwahl 1932  | Reichspräsidentenwahl 1932   |
| Kandidat                   | 1. Wahlgang (13. März 1932) | 2. Wahlgang (10. April 1932) |
| -------------------------- | --------------------------- | ---------------------------- |
| Paul von Hindenburg        | 70.643 (51,9 %)             | 70.880 (55,6 %)              |
| Adolf Hitler               | 39.008 (28,7 %)             | 48.633 (38,2 %)              |
| Ernst Thälmann             | 10.106 0(7,4 %)             | 7.861 0(6,2 %)               |
| Theodor Duesterberg        | 16.032 (11,8 %)             | –                            |
| Gustav Winter              | 256 0(0,2 %)                | –                            |
| Sonstige                   | 9 0(0,0 %)                  | 12 0(0,0 %)                  |

Wahlen zur Bezirksverordnetenversammlung
Stimmenanteile der Parteien in Prozent:
| Jahr | DNVP | DVP  | DDP¹ | SPD  | USPD | Zen  | KPD  | NSDAP |
| ---- | ---- | ---- | ---- | ---- | ---- | ---- | ---- | ----- |
| 1921 | 27,9 | 25,5 | 14,3 | 13,3 | 06,6 | 03,2 | 02,8 |       |
| 1925 | 33,7 | 10,6 | 17,4 | 20,3 |      | 03,1 | 05,9 |       |
| 1929 | 28,8 | 13,9 | 12,8 | 18,8 |      | 04,0 | 07,4 | 08,5  |
| 1933 | 20,2 | 01,5 | 06,0 | 18,4 |      | 05,8 | 06,5 | 41,1  |

¹ 1933: DStP

#### West-Berlin und Bundesrepublik (1946–2000)
Berliner Bezirksverordnetenversammlung
| Jahr  | SPD  | CDU  | FDP ¹ | Grüne² |
| ----- | ---- | ---- | ----- | ------ |
| 1946  | 46,5 | 31,3 | 15,9  |        |
| 1948  | 52,8 | 23,3 | 23,9  |        |
| 1950  | 29,8 | 27,5 | 33,8  |        |
| 19544 | 30,7 | 36,4 | 19,6  |        |
| 1958  | 40,5 | 47,3 | 05,5  |        |
| 1963  | 50,3 | 37,1 | 11,9  |        |
| 1967  | 45,5 | 42,0 | 09,8  |        |
| 1971  | 40,0 | 46,4 | 10,9  |        |
| 19755 | 34,6 | 50,6 | 09,1  |        |
| 1979  | 35,5 | 49,4 | 08,9  | 05,1   |
| 1981  | 31,3 | 50,7 | 05,8  | 11,0   |
| 1985  | 26,9 | 50,9 | 05,5  | 14,6   |
| 1989  | 31,5 | 39,5 | 05,1  | 16,6   |
| 1992  | 27,1 | 40,5 | 07,0  | 16,3   |
| 1995  | 24,2 | 45,8 | 03,8  | 20,2   |
| 1999  | 25,4 | 48,5 | 04,2  | 15,7   |

¹ bis 1948: LDP

² bis 1989: AL

## Bezirksbürgermeister
| Zeitraum  | Name                    | Partei |
| --------- | ----------------------- | ------ |
| 1921–1924 | Karl Augustin           | DVP    |
| 1924–1936 | Emil Franke             | DNVP   |
| 1936–1940 | Hermann Petzke          | NSDAP  |
| 1940–1945 | Hans Hättasch           | NSDAP  |
| 1945      | Bruno Willenbücher      | CDU    |
| 1945–1946 | Gerhard Lichter         | SPD    |
| 1946      | Otto Ostrowski          | SPD    |
| 1946–1951 | Walter Rieck            | SPD    |
| 1951–1955 | Wolfgang Rect           | FDP    |
| 1955      | Ottomar Batzel          | CDU    |
| 1956–1964 | Wilhelm Dumstrey        | CDU    |
| 1965–1971 | Gerhard Schmidt         | SPD    |
| 1971–1979 | Heribert Baumann        | CDU    |
| 1979–1981 | Henning von der Lancken | CDU    |
| 1981–1996 | Horst Dohm              | CDU    |
| 1996–2000 | Michael Wrasmann        | CDU    |

## Partnerschaften des Bezirks Wilmersdorf

### International
Apeldoorn (Niederlande)

 Gagny (Frankreich)

 Gladsaxe (Dänemark)

 Karmi’el (Israel)

 Kiew-Pechersk (Ukraine)

 Międzyrzecz (Polen)

 Split (Kroatien)

 Sutton (Vereinigtes Königreich)

### National
- Rheingau-Taunus-Kreis (Hessen)
- Landkreis Forchheim (Bayern)
- Landkreis Kulmbach (Bayern)
- Minden (Nordrhein-Westfalen)